# Hingham (Wisconsin)
Hingham ist eine Siedlung auf gemeindefreiem Gebiet im Sheboygan County im US-amerikanischen Bundesstaat Wisconsin. Zu statistischen Zwecken ist der Ort zu einem Census-designated place (CDP) zusammengefasst worden. Im Jahr 2010 hatte Hingham 886 Einwohner.

## Geografie
Hingham liegt im Südosten Wisconsins beiderseits des Onion River, der über den Sheboygan River zum Einzugsgebiet des Michigansees gehört. 
Die geografischen Koordinaten von Hingham sind 43°38′20″ nördlicher Breite und 87°54′51″ westlicher Länge. Das Gemeindegebiet erstreckt sich über eine Fläche von 7,22 km² und ist der größte Ort in der Town of Lima.
Nachbarorte von Hingham sind Sheboygan Falls (14 km nordöstlich), Oostburg (11,3 km ostsüdöstlich), Cedar Grove (15 km südöstlich), Random Lake (12,7 km südsüdwestlich), Adell (4,4 km südwestlich), Cascade (9,4 km westnordwestlich) und Waldo (6,4 km nordnordwestlich).
Die nächstgelegenen größeren Städte sind Green Bay (112 km nördlich), Appleton (98,9 km nordnordwestlich), Wisconsins Hauptstadt Madison (157 km südwestlich), Wisconsins größte Stadt Milwaukee (70,8 km südlich) und Chicago in Illinois (216 km in der gleichen Richtung).

## Verkehr
Der vierspurig ausgebaute Wisconsin State Highway 57 verläuft in Nord-Süd-Richtung entlang des Westrands von Hingham. In der Ortsmitte treffen die County Highways F und I zusammen. Alle weiteren Straßen sind untergeordnete Landstraßen, teils unbefestigte Fahrwege sowie innerörtliche Verbindungsstraßen.
Mit dem Sheboygan County Memorial Airport befindet sich 17,8 km nordöstlich ein kleiner Flugplatz. Die nächsten Verkehrsflughäfen sind der Austin Straubel International Airport in Green Bay (117 km nördlich) und der Milwaukee Mitchell International Airport in Milwaukee (80,9 km südlich).

## Bevölkerung
Nach der Volkszählung im Jahr 2010 lebten in Hingham 886 Menschen in 311 Haushalten. Die Bevölkerungsdichte betrug 122,7 Einwohner pro Quadratkilometer. In den 311 Haushalten lebten statistisch je 2,85 Personen. 
Ethnisch betrachtet setzte sich die Bevölkerung zusammen aus 96,4 Prozent Weißen, 0,7 Prozent Afroamerikanern, 0,3 Prozent amerikanischen Ureinwohnern, 0,1 Prozent (eine Person) Asiaten sowie 1,8 Prozent aus anderen ethnischen Gruppen; 0,7 Prozent stammten von zwei oder mehr Ethnien ab. Unabhängig von der ethnischen Zugehörigkeit waren 2,5 Prozent der Bevölkerung spanischer oder lateinamerikanischer Abstammung. 
28,0 Prozent der Bevölkerung waren unter 18 Jahre alt, 61,8 Prozent waren zwischen 18 und 64 und 10,2 Prozent waren 65 Jahre oder älter. 49,4 Prozent der Bevölkerung waren weiblich.
Das mittlere jährliche Einkommen eines Haushalts lag bei 73.810 USD. Das Pro-Kopf-Einkommen betrug 25.345 USD. 10,1 Prozent der Einwohner lebten unterhalb der Armutsgrenze.